# Nils Strunk

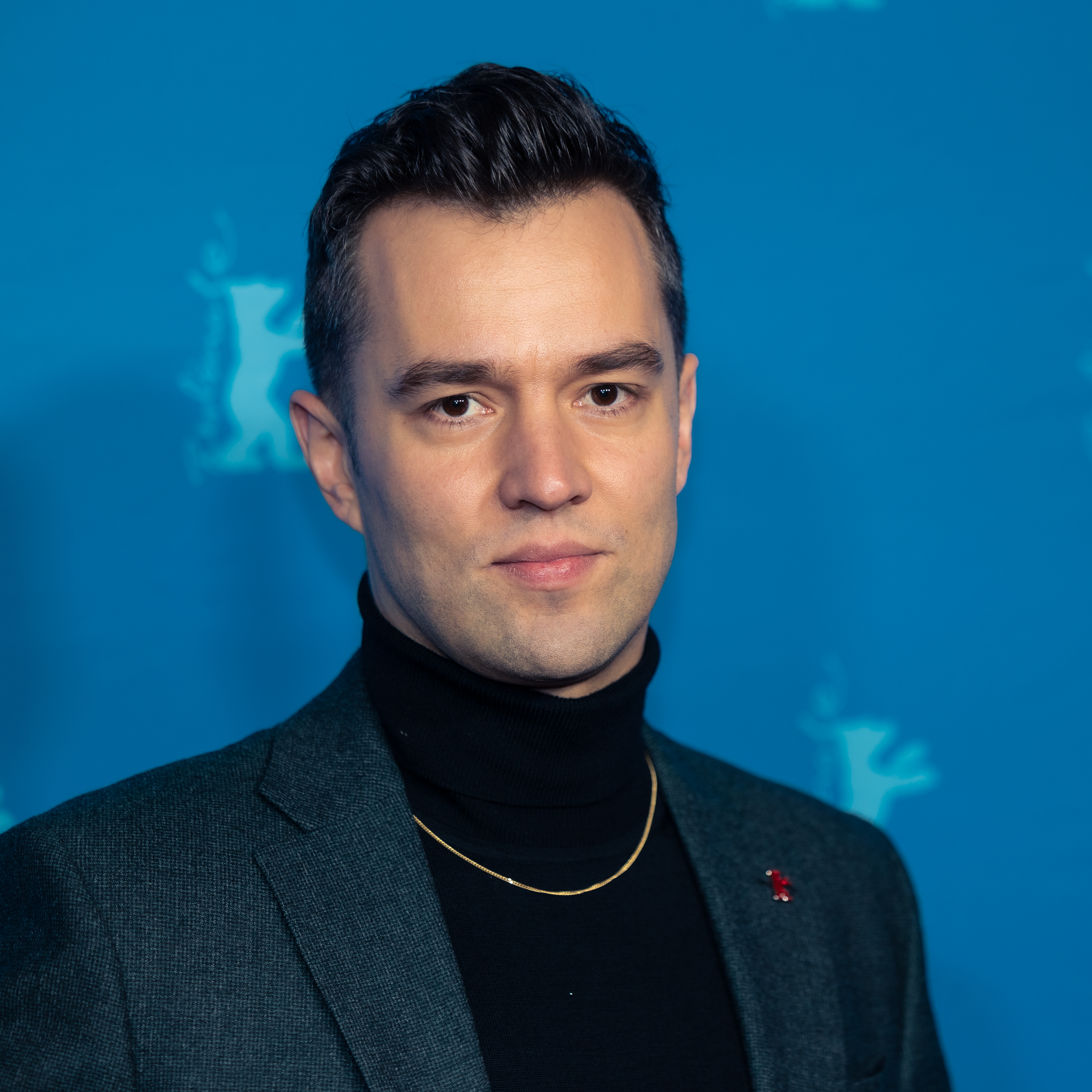
Nils Strunk auf der Berlinale 2025

Nils Strunk (* 1990 in Bad Oldesloe) ist ein deutscher Schauspieler, Musiker und Regisseur.

## Leben
Nils Strunk wuchs in Lübeck auf. Als Jugendlicher spielte er in verschiedenen Bands und leitete die Musical-AG am Katharineum zu Lübeck, wo er auch sein Abitur machte. Anschließend arbeitete er an der Berliner Staatsoper in der Theaterpädagogik. Nach einem abgebrochenen Geschichtsstudium folgten mehrere Regiehospitanzen und -assistenzen, u. a. bei Andrea Breth.
Von 2011 bis 2015 absolvierte er sein Schauspielstudium an der Hochschule für Schauspielkunst „Ernst Busch“ (HfS) in Berlin. Dort spielte er mehrfach unter der Regie von Christian Grashof, so die Titelrolle in Dantons Tod und erarbeitete Rollen unter der Leitung von Eva Weißenborn, Ruth Reinecke und Corinna Harfouch. Während seines Studiums hatte er erste Gastengagements an der Staatsoper im Schillertheater, am Deutschen Theater Berlin und an der Schaubühne am Lehniner Platz.
Von Mai 2015 bis Anfang 2017 war Nils Strunk festes Ensemblemitglied des Schauspiels am Hessischen Staatstheater Wiesbaden, wo er bei verschiedenen Inszenierungen auch als Bühnenmusiker und Musikalischer Leiter tätig war.
Von Mai 2017 bis zum Ende der Spielzeit 2018/19 gehörte er dem Residenztheater München an. Sein Debüt hatte er dort, an der Seite von Bibiana Beglau, als afghanischer Flüchtling Hippolyt in Martin Kušejs Inszenierung Phädras Nacht. In der Spielzeit 2017/18 spielte er dort die Titelrolle in Martin Kušejs Schiller-Neuinszenierung des Don Karlos. In der Spielzeit 2018/19 verkörperte er am Münchner Residenztheater die Rolle des Jean Paul Marat in Tina Laniks Inszenierung von Marat/Sade, neben Charlotte Schwab als Marquis de Sade.
2019 erhielt er den Kurt Meisel Förderpreis und wurde mit dem Bayerischen Kunstförderpreis für darstellende Kunst ausgezeichnet.
Von 2019 bis 2021 arbeitete Nils Strunk als Gast an der Volksbühne Berlin, am Schauspiel Hannover, am Düsseldorfer Schauspielhaus sowie am Wiener Burgtheater. Mit Mozart und Salieri gab er in der Spielzeit 2020/21 am Badischen Staatstheater Karlsruhe sein Debüt als Regisseur. Hier inszenierte er 2023 auch Mephisto von Klaus Mann.
Seit der Spielzeit 2021/22 ist Nils Strunk festes Ensemblemitglied am Wiener Burgtheater. Dort brachte er 2023 gemeinsam mit Lukas Schrenk eine Neubearbeitung von Mozarts Die Zauberflöte und 2024 von Stefan Zweigs Schachnovelle auf die Bühne.
Nils Strunk ist auch als Film-Komponist, Bühnenmusiker und Chorleiter tätig. Er ist Gründungsmitglied der Gruppe „Neues Künstlertheater“.
Im Tatort: Das Recht, sich zu sorgen (2016), dem zweiten Fall des Franken-Tatorts, war Strunk in einer Nebenrolle als junger Medizinstudent und Doktorand Philipp zu sehen. In der deutsch-dänischen Fernsehserie Die Affäre Cum-Ex (2025) spielte Strunk den ehrgeizigen und ambitionierten  jungen Anwalt Sven Lebert.
Strunk lebt in Wien und Berlin.

## Theater (Auswahl)
Hessisches Staatstheater Wiesbaden (2015–2017)
- 2015: Hamlet, Rolle: Horatio, Regie: Nicolas Brieger
- 2015: Das Leben in Fragen und Ausrufen, Regie: Ulrike Arnold
- 2015: Kafka/Heimkehr, Regie: Jan Philipp Gloger
- 2016: Mutter Courage und ihre Kinder, Rolle: Schweizerkas, Regie: Thorleifur Örn Arnarsson
- 2016: Ungeduld des Herzens, Rolle: Leutnant Hofmiller, Regie: Tina Lanik
- 2016/17: Don Karlos, Rolle: Don Karlos, Regie: Uwe Eric Laufenberg

Residenztheater München (2017–2019)
- 2017: Phädras Nacht, Rolle: Hippolyt, Regie: Martin Kušej
- 2017: Für immer schön[19][20], Rolle: Junger Nachbar. Regie: Katrin Plötner
- 2017: Die Räuber, Rolle: Razmann, Regie: Ulrich Rasche
- 2017: Jagdszenen aus Niederbayern, Rolle: Rovo, Regie: Martin Kušej
- 2018: Der Balkon[21][22], Rolle: Der Polizeichef, Regie: Ivica Buljan
- 2018: Don Karlos, Rolle: Don Karlos, Regie: Martin Kušej
- 2018: Marat/Sade, Rolle: Jean Paul Marat, Regie: Tina Lanik
- 2019: Eine Göttliche Komödie, Regie: Antonio Latella
- 2019: Eine Odyssee, Regie: Thorleifur Örn Arnarsson

Burgtheater Wien (2019–2024)
- 2019: Don Karlos, Rolle: Don Karlos, Regie: Martin Kušej (Übernahme des Residenztheaters München)
- 2021: Die Schwerkraft der Verhältnisse, Rolle: Rudolf, Regie: Bastian Kraft
- 2022: Der Sturm, Rolle: Ferdinand, Regie: Thorleifur Örn Arnarsson
- 2022: Der Nackte Wahnsinn, Rolle: Nils / Roger Trampelmann, Regie: Martin Kušej
- 2022: Engel in Amerika, Rolle: Louis Ironson, Regie: Daniel Kramer
- 2023: Die Zauberflöte, Regie: Nils Strunk
- 2023: Bunbury, Rolle: John Worthing, Regie: Antonio Latella
- 2024: hildensaga. ein königinnendrama, Rolle: Siegfried, Regie: Jan Bosse
- 2024: Schachnovelle, Regie: Nils Strunk, Lukas Schrenk

Staatstheater Darmstadt (2024)
- 2024: The Importance of Being Erna (Regie: Lukas Schrenk, Musik: Nils Strunk)

## Filmografie (Auswahl)
- 2015: SOKO Köln (Fernsehserie, Folge: Nackte Tatsachen)
- 2016: Tatort: Das Recht, sich zu sorgen (Fernsehreihe)
- 2017: Kommissarin Heller – Verdeckte Spuren (Fernsehreihe)
- 2025: Die Affäre Cum-Ex (Fernsehserie)
- 2025: Die Nichte des Polizisten (Fernsehfilm)

## Auszeichnungen
- 2019: Kurt-Meisel-Preis, Förderpreis
- 2019: Bayerischer Kunstförderpreis, Sparte „Darstellende Kunst“
- 2025: Elisabeth-Orth-Preis[23]